# Il viaggio a Reims
Il viaggio a Reims, ossia l'Albergo del Giglio d'Oro (El viatge a Reims, o L'hotel de la flor de lis d'or) és una òpera en un acte, interpretat originalment en tres actes, del gènere dramma giocoso composta per Gioachino Rossini segons un llibret italià de Luigi Balocchi, basat en part en Corinne, ou L'Italie de Madame de Staël. Va ser estrenada a la Salle Louvois del Théâtre des Italiens de París, el 19 de juny de 1825 amb Giuditta Pasta com a Corinna. Va ser l'última òpera de Rossini en idioma italià (totes les seves obres posteriors van ser en francès).
L'última òpera de Rossini en llengua italiana (totes les seves obres posteriors van ser en francès) es va estrenar sota el títol Le voyage à Reims, ou l'Hôtel du Lys-d'Or. Va ser encarregat per celebrar la coronació del rei francès Carles X a Reims el 1825 i ha estat aclamada com una de les millors composicions de Rossini. Una obra exigent, requereix 14 solistes (tres sopranos, una contralt, dos tenors, quatre barítons i quatre baixos). En la seva estrena, va ser cantada per les veus més grans del moment.
Com que l'òpera va ser escrita per a una ocasió concreta, amb una trama sobre aristòcrates europeus, oficials –i una poetessa– en el camí per unir-se a les festivitats de la coronació francesa per a les quals es va compondre l'òpera, Rossini mai va voler que tingués una vida més enllà d'un poques actuacions a París. Més tard va reutilitzar aproximadament la meitat de la música per a Le comte Ory.
Il viaggio a Reims no té una obertura. La seva anomenada obertura, derivada d'un conjunt de danses a Le siège de Corinthe (1826), una de les quals Rossini havia reelaborat a partir de les danses del final d'Il viaggio a Reims, és una invenció del segle XX o una atribució errònia. Es va publicar a Milà, l'any 1938, en una revisió de Giuseppe Piccioli, que es va representar per primera vegada al Teatro alla Scala, el 5 de novembre de 1938, dirigida per Richard Strauss. Més tard també es va gravar repetidament com la suposada obertura d'Il viaggio a Reims, fins que finalment va ser possible reconstruir la partitura original de l'òpera. L'obertura atribuïda continua sent una de les obres més gravades de Rossini.

## Historial de representacions
Il viaggio a Reims es va representar per primera vegada al Théâtre Italien, París, el 19 de juny de 1825, amb Giuditta Pasta com a Corinna. Només hi va haver quatre actuacions originals. Les diferents parts del manuscrit, suposadament perdudes, van ser retrobades i muntades de nou als anys 70 per la musicòloga Janet Johnson, amb l'ajuda de Philip Gossett.
La primera actuació després de la reconstrucció es va fer al Festival d'Òpera Rossini el 18 d'agost de 1984. Va ser dirigida per Claudio Abbado i amb direcció escènica de Luca Ronconi. El repartiment incloïa Francisco Araiza (Conte di Libenskof), Lella Cuberli (Contessa di Folleville), Enzo Dara (Barone di Trombonok), Cecilia Gasdia (Corinna), Eduardo Gimenez (Cavalier Belfiore), William Matteuzzi (Zefirino), Leo Nucci (Don). Alvaro), Ruggero Raimondi (Don Profondo), Samuel Ramey (Lord Sidney), Katia Ricciarelli (Madama Cortese) i Lucia Valentini Terrani (Marchesa Melibea).
Han seguit altres actuacions. L'estrena nord-americana es va fer el 14 de juny de 1986 per l'Opera Theatre of Saint Louis al Loretto-Hilton Theatre de St. Louis, dirigida per Colin Graham i dirigida per Richard Buckley. L'any 1992, The Royal Opera, Londres, va fer diverses actuacions: Carlo Rizzi va dirigir, i el repartiment incloïa Montserrat Caballé, Renée Fleming, Sylvia McNair, John Aler i Andrew Shore. A Hèlsinki, el 9 de gener de 2003, l'òpera va ser dirigida per Dario Fo i dirigida per Pietro Rizzo.
L'estrena polonesa es va fer l'abril de 2003, dirigida per Tomasz Konina, amb, entre d'altres, Ewa Podleś com a Marchesa Melibea i Rockwell Blake com el comte Libenskoff (dirigit Alberto Zedda ).
El novembre de 2005 hi va haver una altra producció a Montecarlo, amb un repartiment que inclou June Anderson, Raùl Gimenez, Rockwell Blake i Ruggero Raimondi. La Wiener Staatsoper va produir l'òpera en el seu Festival Rossini dirigida per Claudio Abbado, amb Montserrat Caballé i novament Ruggero Raimondi. L'⁣Òpera Kirov la va representar al Kennedy Center de Washington, DC, el gener de 2007. L'obra va ser produïda a Tel-Aviv per l' Òpera d'Israel el novembre de 2007. L'estrena africana va ser presentada per la Universitat de Ciutat del Cap en col·laboració amb l'Òpera de Ciutat del Cap el 2010. L'estrena sud-americana va ser presentada pel Teatro Argentino de La Plata, Argentina, l'any 2011. Durant la temporada 2011/12, les produccions van ser realitzades per la Vlaamse Opera d'Anvers al desembre, on l'acció va tenir lloc dins d'un jumbo jet, i al Teatro Comunale de Florència, al gener, on l'acció es va escenificar en un spa de luxe del segle xx. Damiano Michieletto va dirigir l'òpera, ambientada en una galeria d'art, per a l'⁣Òpera Nacional Holandesa el 2015 i per a la Royal Danish Opera el 2017. Aquesta producció també va ser utilitzada per a l'estrena australiana a l'⁣Arts Centre Melbourne i a l'Òpera de Sydney el 2019 per a Opera Australia amb Teddy Tahu Rhodes, Conal Coad, John Longmuir ; Daniel Smith va dirigir l' Orquestra Victoria.
Al Liceu es va estrenar el 10 de març de 2003 amb una direcció escènica de Sergi Belbel.

## Argument
Lloc: Al balneari Al Giglio d'Oro (al·lusiu a la flor de lis, símbol reial dels Borbons) de Plombières-les-Bains a França
Temps: 1825

### Acte I
Escena 1: Introducció
La mestressa Maddalena no està contenta amb els preparatius que han fet els criats per a l'arribada de les persones importants que viatgen a Reims per a la coronació de Carles X de França. ("Presto, presto ... su, corraggio") Els criats repudien les seves afirmacions. El metge de l'hotel, Don Prudenzio, anuncia que, a causa de les imminents arribades, se suspendrà l'activitat normal del balneari. Els assistents del balneari s'alegren i marxen. Comprova amb l'Antonio que s'han seguit les seves instruccions sobre els àpats necessaris per als visitants.
Apareix Madame Cortese, la propietària de l'hotel. S'entristeix pel fet que no podrà assistir a la coronació ("Di vaghi raggi adorno"), però està desitjosa de mostrar l'hotel als visitants, amb l'esperança que retornin algun dia per prendre les aigües. Demana específicament que tots els presents estiguin emocionats pels interessos individuals de cada viatger. Tots hi estan d'acord i ella queda sola.
Escena 2: L'arribada de la comtessa de Folleville
La comtessa crida a la seva minyona, Modestina, i la Madame Cortese va a buscar-la. Apareix Modestina, i la Comtessa, preocupada perquè encara no li ha arribat la roba, li pregunta per què no hi ha hagut resposta a una carta que havia enviat. Modestina havia confiat la carta al cosí de la comtessa, Don Luigino, que de seguida arriba per dir-li que la diligència que havia llogat per portar les caixes ha bolcat pel camí. La comtessa es desmaia i Don Luigino demana ajuda.
Arriben Maddalena, Antonio, Don Prudenzio i els criats, juntament amb el baró Trombonok. Don Prudenzio i el baró discuteixen sobre com reanimar la comtessa, però aquesta es recupera prou per a lamentar la pèrdua de la seva roba. ("Partir, o ciel! desio") No obstant això, quan Modestina apareix amb una gran caixa que conté un bonic barret de París, s'alegra perquè, almenys, s'hagi salvat de l'accident. ("Che miro! Ah! Quel sorpresa!") A tothom li fa gràcia aquest gir sobtat dels esdeveniments, i tots excepte l'Antonio i el baró marxen.
Escena 3: Sextet
Després d'acordar amb el baró els arranjaments per a la sortida de la festa al vespre, l'Antonio marxa. El baró no pot evitar riure de la sobtada recuperació de la comtessa i de la bogeria del món en general. L'acompanyen Don Profondo, Don Alvaro, la marquesa Melibea, el comte Libenskof. És evident que Don Álvaro i el comte són rivals dels afectes de la marquesa. Tots estan esperant els nous cavalls que seran necessaris per a la continuació del viatge, però Madame Cortese, que ara arriba, diu que no entén per què no han arribat. Alvaro i Libenskof es barallen, les dames s'espanten i el baró i Don Profondo es diverteixen amb la idiotesa dels amants. ("No pavento alcun periglio")
S'escolta un preludi d'arpa, i la poetessa Corinna canta fora de l'escenari l'amor fraternal, per a delit de tots. ("Arpa gentil")

### Acte II
Escena 1: Ària de Lord Sidney
Madame Cortese encara espera el retorn del seu criat Gelsomino amb notícies dels cavalls. Lord Sidney s'acosta, i ella reflexiona sobre la seva falta de voluntat d'apropar-se a Corinna que, està segura, correspon al seu amor.
Sidney, sol, lamenta la seva situació. ("Invan strappar dal core") El seu estat d'ànim augmenta quan entren unes noies que amb flors que canten en lloança de Corinna, però aleshores es veu pertorbat per les estranyes peticions d'informació de Don Profondo sobre la ubicació de les antiguitats, i se'n va.
Escena 2: Duet de Corinna amb el cavaller Belfiore
A Profondo s'uneixen Corinna i la seva companya Delia. Corinna pregunta quan ha de començar la festa, i ell i la Delia deixen la Corinna sola mentre van a veure si han arribat els cavalls.
Corinna s'uneix al cavaller, que li declara el seu amor. ("Nel suo divin sembiante") Se sorprèn i el repudia. El Chevalier es retira, amb l'esperança de tornar-ho a provar més tard, i Corinna torna a la seva habitació.
Escena 3: Ària de Don Profondo
Don Profondo, que ha vist el cavaller amb la Corinna, reflexiona que la comtessa rascarà els ulls del cavaller si s'assabenta del que ha estat fent. A continuació, es dedica a enumerar els efectes dels seus companys de viatge (tal com va demanar el baró), assenyalant que les seves possessions tendeixen a resumir les característiques de cadascuna de les seves nacions. ("Medaglie incomparabili") Espera amb il·lusió la sortida imminent.
La comtessa apareix buscant el cavaller, però no està contenta quan Don Profondo l'informa que ha estat fent una lliçó de poesia. Don Alvaro i el comte Libenskof se'ls uneixen, preguntant pel tema dels cavalls. El baró també apareix amb una expressió preocupada. Què ha passat? Aleshores arriben la resta de viatgers, i el baró presenta el missatger Zefirino, que es veu obligat a comunicar la trista notícia que no hi ha cavalls disponibles, ni tan sols amb molts diners. Això significa que no hi haurà cap viatge a Reims per assistir a la coronació.
Escena 4: Gran conjunt concertat a 14 veus
Tothom està horroritzat. ("Ah! A tal colpo inaspettato") Però Madame Cortese apareix amb una carta de París. Don Profondo la llegeix: el Rei tornarà de Reims en pocs dies i hi haurà grans festes. Qui no hagi pogut arribar a Reims es consolarà amb un espectacle encara més subtil. La comtessa fa un pas endavant per convidar tota la companyia a casa seva a París per a les celebracions. Una diligència els hi traslladarà l'endemà, però mentrestant se celebrarà un gran banquet, amb invitacions al públic, al Lliri d'Or, pagat amb els diners que s'haurien gastat en la coronació. Els diners que sobraran seran donats als pobres.

### Acte III
Escena 1: Duet amb el comte i la marquesa
Quan tots els altres han marxat, el baró intenta reconciliar el gelós comte amb la marquesa, que s'ha vist amb Don Álvaro. Quan se'n va, el malentès es resol i es recupera l'harmonia. ("D'alma celeste, oh Dio!")
Surten, i l'escenari canvia al jardí de l'hotel. Antonio i la Maddalena asseguren que tot estigui preparat per al banquet. El baró ha contractat una companyia de viatges per oferir entreteniment amb cant i ball.
Escena 2: Final
Després del cor d'obertura ("L'allegria è un sommo bene"), el baró presenta una sèrie de breus cançons nacionals cantades per cadascun dels viatgers, algunes d'elles amb melodies conegudes (Gott erhalte Franz den Kaiser i God Save the King), i acabant amb, primer, una cançó francesa (lloança de la duquessa de Berry, cantada per la comtessa Folleville i el cavaller Belfiore, després un rústic duet tirolès per a Madame Cortese i Don Profondo, i finalment un solo improvisat per a Corinna sobre un dels nombrosos temes, majoritàriament francesos, suggerits per cada viatger i extrets d'una urna. El tema guanyador resulta, prou adequadament, ser "Carles X, rei de França". L'òpera acaba amb un cor ("Viva il diletto augusto regnator" a la melodia de la Marxa d'Enric IV).

## Enregistraments
| Any  | Elenc: Corinna, Marchesa Melibea, Contessa di Folleville, Madame Cortese, Cavalier Belfiore, Conte di Libenskof, Lord Sidney, Don Profondo, Baron di Trombonok, Don Alvaro, Don Prudenzio, Don Luigino, Maddalena, Delia, Modestina, Antonio, Zefirino, Gelosimo                                                            | Director, Teatre d'òpera i orquestra | Segell                                    |
| ---- | --- | --- | ----------------------------------------- |
| 1984 | Cecilia Gasdia, Lucia Valentini-Terrani, Lella Cuberli, Katia Ricciarelli, Eduardo Giménez, Francisco Araiza, Samuel Ramey, Ruggero Raimondi, Enzo Dara, Leo Nucci, Giorgio Surjan, Oslavio Di Credico, Raquel Pierotti, Antonella Bandelli, Bernadette Manca Di Nissa, Luigi De Corato, Ernesto Gavazzi, William Matteuzzi | Claudio Abbado, Chamber Orchestra of Europe i Cor de la Filharmònica de Praga, Enregistrat al Rossini Festival, Pesaro                                                                                           | Audio CD: DGG,Br>Cat: 415 498-4           |
| 1992 | Sylvia McNair, Lucia Valentini-Terrani, Luciana Serra, Cheryl Studer, Raúl Giménez, William Matteuzzi, Samuel Ramey, Ruggero Raimondi, Enzo Dara, Lucio Gallo, Giorgio Surjan, Guglielmo Mattei, Nicoletta Curiel, Barbara Frittoli, Barbara Frittoli, Claudio Otelli, Bojidar Nikolov, Bojidar Nikolov                     | Claudio Abbado, Orquestra Filharmònica de Berlín i Rundfunkchor Berlin | Audio CD: Sony Classical, Cat: S2K 53 336 |
| 2003 | Elena de la Merced, Paula Rasmussen, Mariola Cantarero, María Bayo, José Bros, Kenneth Tarver, Simón Orfila, Nicola Ulivieri, Enzo Dara, Àngel Òdena, Stephen Morschek, Josep Ruiz, Claudia Shneider, Mireia Pintó, Mercè Obiol, David Alegret, Àlex Sanmartí, Jordi Casanova                                               | Jesús López-Cobos, Orquestra i cor del Gran Teatre del Liceu, Barcelona | DVD: TDK, Cat: DVUSOPVAR                  |
| 2005 | Irma Guigolachvili, Anna Kiknadze, Larissa Youdina, Anastasia Belyaeva, Dmitri Voropaev, Daniil Shtoda, Edouard Tsanga, Nikolaï Kamenski, Vladislav Ouspenski, Alexeï Safiouline, Alexeï Tannovistski, Andreï Iliouchnikov, Elena Sommer, (not named), Olga Kitchenko, Pavel Chmoulevitch                                   | Valery Gergiev, Orquestra i cor del Teatre Mariinski, Sant Petersburg, amb cantants de l'Acadèmia de Joves Cantors del Teatre Mariinski. (Enregistrament d'una actuació al Théâtre du Châtelet, París, desembre) | DVD: Opus Arte, Cat: OA 0967 D            |